# Csing-kang
Csing-kang (Jingkang) legendás személy a Kína történeti korszakát megelőző, öt császár korában. Életének részleteiről keveset árulnak el a történeti források, a még legteljesebb értesülések a nagy történetíró, Sze-ma Csien (Sima Qian) művéből, A történetíró feljegyzéseinek, a legendák korát tárgyaló legelső fejezetéből származnak. Ezek szerint Csing-kang (Jingkang) a Sárga Császár fiatalabbik fiának, Csang-ji (Changyi)nak 昌意 a dédunokája volt, az apja pedig az a Csiung-csan (Qiongchan), aki a saját apja, Csuan-hszü (Zhuanxu) halála után már nem örökölte a „Középső síkság” (Csung-jüan (Zhongyuan) 中原) trónját. Csing-kang (Jingkang) egy fiú gyermeke ismert, Csü-vang (Juwang), akin keresztül folytatódik a Sárga Császár leszármazási láncának egyik ága. Ezen az ágon, majd csak a fia dédunokája, Sun (Shun) fog újra trónra lépni.